# Макги-Стаффорд, Имани
Имани Тришон Макги-Стаффорд (англ. Imani Trishawn McGee-Stafford; по мужу Имани Бойетт (англ. Imani Boyette; род. 11 октября 1994 года в Лос-Анджелесе, Калифорния, США) — американская профессиональная баскетболистка, выступающая в женской национальной баскетбольной ассоциации за клуб «Даллас Уингз». Была выбрана на драфте ВНБА 2016 года в первом раунде под общим десятым номером командой «Чикаго Скай». Играла в амплуа центровой.

## Ранние годы
Она родилась 11 октября 1994 года в Лос-Анджелесе (штат Калифорния) в семье Кевина Стаффорда и Памелы Макги, бывшего игрока ВНБА, у неё есть старший брат, Джавейл, действующий игрок НБА, плюс две младших сестры, Такеня и Торри. Училась там же в средней школе Виндуорд, в которой выступала за местную баскетбольную команду.